# Zhong Biao
Zhong Biao (钟飚) est un peintre chinois néo-surréaliste,,,  né à Chongqing (Sichuan) en 1968. Il a étudié les beaux-arts à l'Académie Zhejiang de Hangzhou (actuelle Académie des beaux-arts de Chine),

## Biographie
Zhong Biao est né en 1968 à Chongqing, dans la province du Sichuan en Chine. En 1987 il étudie aux Beaux-Arts de l'Académie chinoise. En 1991 il enseigne aux Beaux-Arts du Sichuan.

## Expositions
Depuis 1990, il a exposé à Tokyo, Pékin, Bruxelles, Bangkok, Miami (Frost Art Museum), Guangzhou, Chengdu, Hong Kong, Amsterdam, Londres (chez Christie's), Shanghai, Cassel, São Paulo, Singapour, Séoul, San Francisco et Chicago,,.